# Нахр-эль-Кебир
Нахр-эль-Кебир, также известная в Сирии как Нахр-эль-Кебир-эль-Джануби (араб. النهر الكبير الجنوبي‎ — «большая южная река») или в Ливане просто как Кебир (ар. «великая») — река в Сирии и Ливане, впадает в Средиземное море в деревне Эль-Арида (Ливан). Река имеет длину 77,8 км и занимает водосборный бассейн площадью 954 км². Исток находится у источника Айн-эс-Сафа в Ливане, притекает через Хомсскую впадину. Река образует северную часть ливано-сирийской границы. Большая часть реки не судоходна, но в устье возможна навигация на малых лодках. В долину реки обрывается северный край горного хребта Ливана.
В древности река была известна как Элевтера (греч. Ελεύθερος). Она определяла границу между империями Селевкидов и Птолемеев на протяжении большей части III века до нашей эры.
Реку упоминает Иосиф Флавий, кроме того она упоминается в Первой книге Маккавейской, в строках 11:7 и 12:30.